# Magsaysay, Misamis Oriental

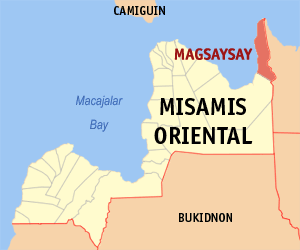
Bản đồ Misamis Oriental với vị trí của Magsaysay

Magsaysay (Linugos) là một đô thị hạng 4 ở tỉnh Misamis Oriental, Philippines. Theo điều tra dân số năm 2000 của Philipin, đô thị này có dân số 24.550 người trong 4.690 hộ.

## Các đơn vị hành chính
Magsaysay được chia ra 25 barangay.
| - Abunda - Artadi - Bonifacio Aquino - Cabalawan - Cabantian - Cabubuhan - Candiis - Consuelo - Damayuhan - Gumabon - Kauswagan - Kibungsod - Mahayahay | - Mindulao - Pag-asa - Poblacion - San Isidro - San Vicente - Santa Cruz - Tibon-tibon - Tulang (Cadena de Amor) - Villa Felipa - Katipunan - Tama - Tinaan |